# Nick Valentine
Nick Valentine est un personnage fictif de la franchise post-apocalyptique Fallout. Il apparait pour la première fois en tant que personnage non-joueur dans le jeu vidéo de rôle Fallout 4, sorti en 2015, dans lequel il joue un rôle important dans l'intrigue principale, apportant son aide pour chercher le fils disparu du personnage principal, unique survivant d'un abri antiatomique construit par l'entreprise Vault-Tec.
Nick Valentine est un androïde biomécanique sophistiqué, connu dans Fallout 4 sous le nom de synthétique. Héritier des souvenirs d'un policier d'avant-guerre du même nom, Nick Valentine est un détective privé dont la façon de s'exprimer et la tenue font référence à l'archétype de la littérature hardboiled et du film noir.
Nick Valentine apparait également dans le jeu de guerre miniatures Fallout: Wasteland Warfare, basé sur l'univers de la saga.
Il est doublé en français par Luc Bernard et en version originale par Stephen Russell.
Nick Valentine est très bien reçu par les critiques et les joueurs. Il est considéré comme l'un des personnages les plus marquants de Fallout 4, ainsi que le compagnon (personnage pouvant accompagner le joueur) le plus populaire de la saga.

## Personnage
Dans le jeu vidéo Fallout 4, Nick Valentine est un habitant de Diamond City, une colonie d'après-guerre construite sur les vestiges du Fenway Park de Boston, aux États-Unis. Nick Valentine est un synthétique, un terme qui, dans le jeu, désigne un androïde fabriqué par une organisation secrète connue sous le nom d'Institut.
Nick Valentine est un prototype de synthétique, plus avancé que les modèles utilisés comme ennemis dans le jeu, mais moins sophistiqué que les synthétiques de dernière génération créés par l'Institut, qui, selon la rumeur, se mêlent aux habitants du Commonwealth en se faisant passer pour des humains.
De manière générale, les synthétiques sont redoutés, voire haïs, dans l'ensemble du Commonwealth en raison de rumeurs, de préjugés, ainsi que d'incidents tels que des enlèvements et des meurtres auxquels ils sont associés.
Initialement destiné à être détruit, Nick Valentine parvient à fuir l'Institut après que les souvenirs de son homonyme humain, un policier ayant vécu à Boston avant la Grande Guerre, ont été transférés dans son cerveau mécanique. Contrairement aux autres synthétiques, sa présence à Diamond City est tolérée, voire acceptée, car il a auparavant sauvé la fille de l'ancien maire de la ville.
Après sa fuite de l'Institut, Nick Valentine tente de survivre et de trouver sa place dans le monde hostile de l'après-guerre. Il découvre rapidement que sa véritable vocation est d'aider les autres, ce qui le conduit à fonder sa propre agence de détective, l'Agence Valentine, à Diamond City. Il est épaulé par Ellie Perkins, qu'il engage en tant que secrétaire.
Grâce à ses souvenirs et à sa bienveillance, Nick Valentine devient un détective réputé, et de nombreux habitants du Commonwealth sollicitent son aide pour retrouver des personnes disparues.

## Conception
Emil Pagliarulo, le directeur créatif de Fallout 4, a révélé que Nick Valentine était le premier personnage qu'il avait conçu et écrit pour le jeu, et ce, avant même que la décision ne soit prise de situer l'action dans le Commonwealth, une région de l'Est des États-Unis comprenant la ville de Boston et l'État du Massachusetts. Originaire de Boston, Pagliarulo a pu tirer parti de sa connaissance approfondie de la ville et de sa culture pour enrichir Fallout 4 de nombreuses « références et images fidèles à la réalité ». Les designers Will Shen et Liam Collins ont continué la création du personnage de Nick Valentine à partir de ce qu'avait imaginé Emil Pagliarulo. Le design de Nick Valentine se base sur un croquis réalisé pendant la phase de préproduction du jeu par le concepteur artistique Adam Adamowicz, représentant une "poupée Ken détective en ferraille" inspiré de la série X-Files. La personnalité et l'apparence de Nick Valentine ont été conçues pour évoquer une atmosphère fortement inspirée du roman noir. Son concept art le dépeint en train de fumer une cigarette, vêtu d'un chapeau trilby et d'un trench-coat. Dans le jeu, Nick Valentine a des yeux jaunes lumineux et une peau grisâtre à l'aspect caoutchouteux. Une large déchirure à l'endroit où se trouvait autrefois un côté de son visage et une partie de son cou expose des pistons, des fils et des composants métalliques.

## Apparitions

### Fallout 4
Dans la quête principale de Fallout 4, le personnage joueur sollicite l'aide de Nick Valentine à Diamond City pour retrouver son fils disparu. L'assistante de Valentine, Ellie Perkins, informe que le détective a disparu deux semaines plus tôt alors qu'il enquêtait sur une personne disparue. Elle implore le joueur de partir à la recherche de Valentine à la station de métro de Park Street, son dernier emplacement connu. En explorant les tunnels désaffectés du métro, le joueur découvre que la station abrite un chantier de construction d'un abri Vault-Tec. Nick Valentine est retrouvé prisonnier à l'intérieur, détenu par un groupe de tueurs à gages dirigé par Malone-le-Chétif, une vieille connaissance du détective. Le joueur libère Nick Valentine et retourne à Diamond City avec lui. Le détective parvient à découvrir que l'auteur de l'enlèvement de l'enfant est un mercenaire de l'Institut nommé Conrad Kellogg. Valentine suggère alors d'utiliser Canigou, un berger allemand qui peut accompagner le personnage joueur, pour suivre la trace olfactive de Kellogg afin de le retrouver.
Une fois Kellogg retrouvé et l'implant cybernétique récupéré par le personnage joueur, Nick Valentine propose de se rendre dans la ville voisine de Goodneighbor. Là-bas, ils rencontrent le docteur Amari, qui exerce dans un lieu connu sous le nom de l'Antre de la Mémoire. L'objectif est d'extraire des informations sur l'Institut stockées dans l'implant. Pour faciliter cette extraction de souvenirs, Nick Valentine se porte volontaire pour que l'implant de Kellogg, fabriqué avec des technologies similaires à celles utilisées pour le détective, soit inséré dans son propre cerveau mécanique.
Bien qu'il joue un rôle crucial dans l'histoire, le joueur n'est pas contraint de recruter Nick Valentine comme compagnon de voyage. Contrairement aux autres compagnons, les vêtements de Nick Valentine ne peuvent être ni modifiés ni retirés sans recourir à des modifications apportées par des mods. Nick Valentine est équipé par défaut d'un revolver et possède des compétences avancées en piratage.
Si le joueur décide de faire équipe avec Nick Valentine et développe une relation amicale avec lui, le détective partagera plus d'informations sur ses origines et son passé. Cela débloquera également une quête secondaire au cours de laquelle le joueur pourra aider Nick Valentine à traquer un gangster ayant sévi des siècles avant les événements de Fallout 4. L'achèvement de cette quête débloquera une capacité spéciale pour le joueur.
Nick Valentine occupe un rôle central dans le DLC de Fallout 4, Far Harbor, où le joueur est chargé de retrouver Kasumi, une jeune fille disparue, dans une contrée lointaine de l'autre côté de la mer.

### Autres apparitions
Nick Valentine apparait dans d'autres médias de la saga Fallout. Il est présent comme figurine miniature dans le pack Survivors: Unusual Allies du jeu de guerre miniatures Fallout: Wasteland Warfare. Nick Valentine apparait également dans Fallout : Le Jeu de Plateau et dans Fallout Shelter Online.,

## Réception
Nick Valentine a été accueilli très favorablement par les critiques et les joueurs. L'équipe de US Gamer le désigne comme le meilleur personnage de jeu vidéo de l'année 2015. Un sondage mené auprès des lecteurs de GamesRadar révèle que Nick Valentine est l'un des compagnons les plus appréciés selon les répondants. Shacknews considère Nick Valentine comme l'un des meilleurs personnages de l'année 2015, soulignant le succès de son mariage entre le film noir et le décor de science-fiction, son rôle crucial dans l'intrigue principale et la profondeur de son histoire personnelle.
Le design de Nick Valentine, combinant l'esthétique hardboiled avec celle d'un robot endommagé, a été accueilli avec enthousiasme. Heather Alexandra de Kotaku décrit la présence de Nick Valentine comme l'une des principales différences entre Fallout 3 et Fallout 4, appréciant l'ambiance "néo-noir post-apocalyptique" qu'il apporte au scénario du jeu. L'équipe de US Gamer souligne que bien que le personnage emprunte beaucoup au jeu d'acteur de Humphrey Bogart et aux romans de Philip K. Dick dans sa création et sa personnalité, Nick Valentine dans son ensemble est une réussite, étant un personnage créé avec originalité, sans tomber dans les clichés,. Joseph Knoop de Game Informer présente Nick Valentine comme un exemple de ce que signifie "trouver sa place" dans un nouveau monde.
Alec Meer de Rock, Paper, Shotgun, souligne que l'altruisme et la bienveillance sont les traits les plus marquants de Nick Valentine, affirmant qu'aucun autre compagnon de jeu vidéo du même genre n'a su faire preuve de la « véritable gentillesse » qui le caractérise. Il estime que le mélange de « cynisme fatigué du monde et de loyauté bienfaitrice » distingue Nick Valentine des autres personnages de Fallout 4. Meer compare la personnalité de Nick, empreinte d'une « évidente tendresse », à celle d'un grand-père aimant, dont « la convivialité et la générosité ne sont pas altérées par les adversités rencontrées tels que les pillards et les mutants ».
Phil Savage de PC Gamer met en lumière le point de vue de Nick Valentine sur les événements du jeu, ainsi que sa propension à participer spontanément aux conversations avec d'autres personnages non-joueurs. Selon lui, cette caractéristique contribue à rendre le monde de Fallout 4 plus dynamique et démontre que l'univers du jeu existe indépendamment de la seule présence du personnage joueur.
Les critiques soulignent également que l'histoire de Nick Valentine offre un point de référence pour illustrer les préjugés à l'égard des synthétiques présents dans le jeu. En dépit de sa nature synthétique bienveillante, Nick Valentine est confronté à cette discrimination. Heather Alexandra affirme que les développeurs de Fallout 4 ont judicieusement utilisé le personnage de Nick Valentine pour explorer des thèmes tels que l'intolérance, l'identité et les préjugés au sein de l'univers du jeu. Parce que sa réputation altruiste le précède, Nick Valentine est accepté à Diamond City, bien que la ville ne veuille accueillir aucune goule (des humains dont les radiations ont affecté l'apparence) et ne montre aucune tolérance envers les autres synthétiques. Heather Alexandra explique que l'opposition entre sa notoriété en ville et le fait qu'il soit un synthétique, qui sont souvent traités comme une "sous-classe" par de nombreux personnages non-joueurs permet à Fallout 4 d'explorer « la discrimination ordinaire », où ceux qui la subissent sont traités comme « les biens ». D'un autre côté, Alec Meer déclare qu'il aurait préféré que Nick Valentine s'exprime davantage lors de rencontres avec des personnages ouvertement hostiles envers les synthétiques, ou lorsque le joueur prend des décisions critiques pour le sort des synthétiques.
Les quêtes gravitant autour de Nick Valentine ont également été saluées par la critique. Tim Turi de Game Informer mentionne les quêtes secondaires obtenues par l'intermédiaire de son agence de détective comment étant parmi les meilleures du jeu.David Thier de Forbes affirme que la quête débloquée en recrutant Nick Valentine comme compagnon de voyage explore de manière pertinente la dissonance cognitive liée au fait d'être un robot avec de faux souvenirs. Thier estime que non seulement la conclusion de cette quête, qui vise à résoudre une histoire personnelle, est émouvante, mais elle renforce également le thème central du jeu : « les robots ont-ils une âme ? » 
The Gamer inclus Nick Valentine dans son palmarès de « Personnages emblématiques du jeu vidéo », stipulant que « si vous avez joué à Fallout 4, vous n'oublierez jamais Nick Valentine, et vous le reconnaîtrez peut-être même si vous n'avez pas joué à Fallout 4 en raison de sa popularité dans le monde du jeu vidéo ».
Le doublage de Stephen Russell pour Nick Valentine participe également à la bonne réception du personnage. Sa voix pour le détective est décrite comme celle d'un « baryton enjoué », une voix « rocailleuse », « directement tirée d'un bar clandestin ». US Gamer salue le travail de Russel et surtout cette « inflexion de film noir » qui colle au personnage sans être banale.